# گوزن فیلیپینی
گوزن فیلیپینی (نام علمی: Rusa marianna) نام یک گونه از سرده گوزن‌های قهوه‌ای است.